# Kristina Šmigun-Vähi
Kristina Šmigun-Vähi, född 23 februari 1977 i Tartu är en estnisk längdskidåkare.
Šmigun vann dubbeljakt 15 km och 10 km klassisk stil vid de olympiska vinterspelen 2006. Vid OS i Vancouver 2010 kom Šmigun-Vähi tvåa i 10 km fristil bakom Sveriges Charlotte Kalla.

### Fotnoter
1. ↑  Bengt Skött, Lovisa Giertta (15 februari 2015). ”Kalla krossade motståndet - tog första guldet sen 1968”. Sveriges radio. Arkiverad från originalet den 19 november 2015. https://web.archive.org/web/20151119090740/http://sverigesradio.se/sida/artikel.aspx?programid=3681&artikel=3445540. Läst 18 november 2015.